# Apamea fasciculata
Apamea fasciculata är en fjärilsart som beskrevs av John Henry Leech 1900. Apamea fasciculata ingår i släktet Apamea och familjen nattflyn. Inga underarter finns listade i Catalogue of Life.